# USS LST-57
O USS LST-57 foi um navio de guerra norte-americano da classe LST que operou durante a Segunda Guerra Mundial.